# Beatrix Ackers
Beatrix Ackers (* 1964 in Erftstadt) ist eine deutsche Hörspielregisseurin.

## Leben
Beatrix Ackers studierte Germanistik, Theaterwissenschaft und vergleichende Literaturwissenschaft in Aix-Marseille, München und Berlin. Bereits während ihres Studiums begann sie als Regieassistentin in der Hörspielabteilung von RIAS Berlin und der Featureabteilung des SFB zu arbeiten, 1992 folgten erste eigene Produktionen. Seit 1993 realisiert sie als Regisseurin, Autorin und Bearbeiterin zahlreiche Hörspiel- und Feature-Produktionen für DLF Kultur und die ARD.
Beatrix Ackers lebt in Berlin.

## Hörspiele (Auszug)
(R steht für Regie, B für Hörspielbearbeitung, A für Autorenschaft)
- 1993: Harald Kislinger: Ersticken (RIAS Berlin) (R)
- 1995: Kim Fupz Aakeson: Glückliche Kinder (SR) (R)
- 1996: Susanne Mischke: Witwen (DLR) (R)
- 1998: Esther Dischereit: Kaffee im Haus von Zara Naor (SR) (R)
- 1998: Gerhard Ortineau: Käfer (DLR) (R)
- 1999: Michael Dillinger: Das blaue Boot (SR)
- 2000: Jenny Reinhardt: Das Nordseeschwein (DLR) (R)
- 2001: Esther Dischereit: Ein Huhn für Mr.Boe (SR) (R)
- 2001: Irina Liebmann: lolalola.de (DLR) (R)
- 2002: Brigitte Aubert: Die vier Söhne des Dr.March (DLR/SR) (B,R)
- 2002: Marie-Sissi Labrèche: Borderline (SR/RBB) (B,R)
- 2003: Evelyne de la Chenelière: Bashir Lazhar (SR/DLR) (R)
- 2005: Jean-Marie Pemme: Um die Wurst (SR) (R)
- 2005: Peter Jacobi: Der Mann der Weihnachtsfrau (DLR) (R)
- 2005: Ingmar v. Kieseritzky: Lässliche Sünden (DLR) (R)
- 2006: Daniel Defor: Robinson Crusoe (DLR) (R)
- 2006: Faiza Guène: Paradiesische Aussichten (SR) (B,R)
- 2006: Stephanie Marchais: Das Küchenkind (SR) (R)
- 2006: Pierre Magnan: Das Zimmer hinter dem Spiegel (SWR) (R)
- 2006: Pierre Magnan: Tod unter der Glyzinie (SWR) (R)
- 2007: Wolfgang Zander: Big Jump oder Charlotte träumt (DLR) (R)
- 2008: Ottavio Cappelani: Wer ist Lou Sciortino? (WDR) (B,R)
- 2008: Claudia Grundschock: Der Wunsch zu töten (DLR) (R)
- 2008: Harriet Köhler: Ostersonntag (NDR) (B,R)
- 2008: David Safier: Mieses Karma (NDR) (B,R)
- 2008: Mariage Wittbrodt: Glücksbrief (DLR) (R)
- 2009: Marc Buhl: Der Schatten des Meisters (DLR) (R)
- 2009: Gustave Akakpo: Die Aleppo-Beule (SR) (R)
- 2009: Wolfgang Zander: Das schwarze Haus (DLR) (R)
- 2011: Dirk Josczok: Heldentod (DLR) (R)
- 2011: Emanuelle Pagano: Die Haarschublade (SR) (B,R)
- 2011: Thilo Reffert: Commander Jannis (DLR) (R)
- 2012: Thomas Fritz: 11 Wochen und ein Tag (DLR) (R)
- 2013: Dirk Joszok: Niemandskind (DLR) (R)
- 2013: Esther Dischereit: Ich kaufe ein in diesem Laden (DLR) (R)
- 2013: Anna Böhm: Haudrauf und Mariechen (DLR) (R)
- 2013: Annette Pehnt: Chronik der Nähe (DLR) (B,R)
- 2014: Dirk Joszok: Menschlos (DLR) (R)
- 2014: Hartmut El Kurdi, Wolfram Hänel: Zwerge versetzen (DLR) (R)
- 2014: Lucie Depauw: Dancefloor Memories (SR) (R)
- 2014: Pierre Notte: Zwei nette kleine Damen auf dem Weg nach Norden (DLR) (B,R)
- 2015: René Freund: Liebe unter Fischen (NDR) (R)
- 2015: Dirk Joszok: Verräter (DLR) (R)
- 2015: Thilo Reffert: 5 Gramm Glück (DLR) (R)
- 2015: Dirk Joszok: Leichtes Spiel (SWR) (R)
- 2016: Gerold Ducke: Weiße Hirsche (SR) (R)
- 2016: Thilo Reffert: Mr.Handicap (DLR) (R)
- 2017: Dirk Joszok: Mündig (DLR) (R)
- 2017: Thomas Fritz: Hausbesuch (DLR) (R)
- 2017: Franzobel: Groschens Grab (NDR) (R)
- 2017: Gerold Ducke: Blätter im Wind (SR) (R)
- 2018: Dirk Joszok: Schwarzblut (DLR) (R)
- 2018: Thomas Fritz: Die Gottesanbeterin (DLR) (R)

## Features (Auszug)
- 1992: Günter Grass (SFB) (A,R)
- 1993: Kramski – Zwei Koffer voller Geräusche (DLR) (A,R)
- 1995: Die schweigsame Frau – Richard Strauss und Stefan Zweig (DLR/ORF) (A,R)
- 1998: Heute hast du verloren! (DLR) (A,R)
- 2003: Christian Försch: Gehen (SFB/WDR) (R)
- 2004: Alexa Hennings: Bitte, protestieren Sie! (DLR/WDR) (R)
- 2008: Ingeborg Papenfuß: Auf der Usedomer Straße (DLR) (R)
- 2010: Karen Mattig: Der Flug ist das Leben wert (RBB) (R)
- 2011: Sibylle Tamin: Der Fall Eislingen (DLR) (R)
- 2011: Sibylle Tamin: Schnee (DLR) (R)
- 2012: Marie von Kuck: Der Mut der Mücke (DLF) (R)
- 2013: Ruth Jung: Sperrzonen (DLF) (R)
- 2015: Ruth Jung: Abgehängt (DLF) (R)
- 2016: Ruth Jung: Risse im Beton (DLF) (R)
- 2016: Lou Browers: Krieg im Kopf (DLR) (R)
- 2017: Ruth Jung: Nuit Debout (DLF) (R)
- 2017: Marie von Kuck: Weinen hilft dir jetzt auch nicht! (DLF) (R)
- 2018: Rosvita Krausz: Er arbeitete umsichtig und gewissenhaft (DLF) (R)

## Auszeichnungen und Nominierungen
- 1996: Ake Blomström Newcomer’s Award
- 2002: Nominierung Prix Europa (Borderline, SR)
- 2006: Nominierung Civis-Preis (Paradiesische Aussichten, SR)
- 2011: Baseler Feature-Preis (2.) (Der Fall Eislingen, DLR)
- 2012: Kinderhörspielpreis des MDR (Commander Jannis, DLR)
- 2018: Nominierung Prix Europa (Weinen hilft dir jetzt auch nicht, DLF)
- Hörspiel des Monats
- 2023: Robert-Geisendörfer-Preis (Campo, DLF)